# Home staging
Con home staging, letteralmente "allestimento o messa in scena della casa", si intende una tecnica di marketing utilizzata principalmente dalle compagnie immobiliari per presentare al meglio un immobile su un fattore prettamente di estetica e bellezza, attraverso prodotti multimediali, in modo da poter accrescere l'interesse di potenziali clienti e velocizzare la vendita.
L'home stager, esperto in interior design e marketing immobiliare, dopo un'analisi dell'immobile, durante il periodo di vendita allestisce l'arredamento della casa tramite l'utilizzo degli spazi, luci e colori.
Accessoriamente, può essere creato prima uno stage virtuale tramite grafica in 3D per ricostruire nel dettaglio ciò che è necessario per la messa a punto. Successivamente avviene l'allestimento definitivo per mettere in rilievo le caratteristiche prominenti e le qualità dell'abitazione.